# Де Монж M-101
Де Монж M-101 (фр. De Monge M-101) је француски ловачки авион. Авион је први пут полетео 1924. године. 

Највећа брзина у хоризонталном лету је износила 235 km/h. Размах крила је био 11,30 метара а дужина 7,80 метара. Маса празног авиона је износила 1015 килограма а нормална полетна маса 1680 килограма. Био је наоружан са два синхронизована митраљеза калибра 7,7 милиметара Викерс и два Луис.

## Наоружање
| Наоружање авиона: Де Монж      |       |
| Ватрено (стрељачко) наоружање  |       |
| Топ                            |       |
| Митраљез                       |       |
| Број и ознака митраљеза        | 2 + 2 |
| Калибар                        | 7,7   |
| Бомбардерско наоружање (бомбе) |       |
| Ракетно наоружање (ракете)     |       |